# Jagare (segel)

Jagare (det röda seglet)

Jagare är ett försegel som hissas på toppstagets övre del eller på bramstaget, framför övriga stagsegel. Jagaren förs endast vid svaga eller måttliga vindar och hör till de första segel som beslås, tillsammans med röjlarna.
Då seglet förs fäst vid jagarbommen (en förlängning av klyvarbommen) och beslås där kallas jagaren fast, om den tas in på däck då den beslås (och alltså inte är direkt fäst vid bommen) kallas den flygande. Flygande jagare uppe på toppstaget fördes enligt Nordisk familjebok (från början av 1900-talet) främst på lustfartyg. De var dock vanliga på de sista stora segelfartygen.